# José García Otero
José García Otero (Cádiz, 1794 - Vigo, Pontevedra 9 de agosto de 1856) fue un ingeniero español, miembro fundador de la Real Academia de Ciencias Exactas, Físicas y Naturales.

## Biografía
Nacido en 1794, José García Otero fue inspector general del Cuerpo de Ingenieros de Caminos, Canales y Puertos, académico de mérito de Real Academia de Bellas Artes de San Fernando, miembro numerario de la Real Academia de Ciencias Exactas, Físicas y Naturales, miembro del Consejo Real y director general de Obras Públicas, entre otros cargos de interés. Falleció el 9 de agosto de 1856
.
| Predecesor: — | Real Academia de Ciencias Exactas, Físicas y Naturales Medalla 4 1847-1856 | Sucesor: Juan Cortázar |